# Papers Concerning the Treatment of German Nationals in Germany, 1938–1939
Papers Concerning the Treatment of German Nationals in Germany, 1938–1939 (übersetzt „Dokumente betreffend die Behandlung deutscher Bürger in Deutschland, 1938–1939“) ist ein 1939 vom britischen Außenminister, damals Edward Wood, im Auftrag der britischen Regierung herausgegebenes Weißbuch, eine Sammlung von diplomatischen Quellen und Berichten zur damaligen Situation in Deutschland unter den Nationalsozialisten, insbesondere von Berichten über von den Nazis verübte Verbrechen und Unmenschlichkeiten. Ausweislich der Einleitung ist der Text eine Reaktion auf deutsche Propaganda, die nach dem Ausbruch des Zweiten Weltkriegs und schon zuvor damit begonnen hatte, den Briten Verbrechen während des Burenkrieges vorzuwerfen und die Bewohner Südafrikas zum Widerstand aufzurufen.
Es handelt sich um insgesamt elf Quellen bzw. Abschnitte, die unter anderem das Vorgehen gegen Martin Niemöller, antisemitische Demonstrationen, die Novemberpogrome 1938 in Köln, die Behandlung jüdischer Häftlinge in den KZs Buchenwald und Dachau und allgemein die Zustände im KZ Dachau behandeln.
In seinem 1940 erschienenen Essay Germany : Jekyll and Hyde nahm der im Londoner Exil lebende junge Sebastian Haffner auf das Weißbuch Bezug und schreibt über die Naziherrschaft:

„Jeder weiß, dass diese Männer innerhalb und außerhalb ihrer Konzentrationslager seit Jahren täglich Gräueltaten begehen, die in ihrer Systematik, ihrem Ausmaß und ihrem Grad in der europäischen Geschichte ihresgleichen suchen. Ich werde dem Leser die Details ersparen. Die Fakten sind bekannt. Wer sie nicht kennt, sei auf das Weißbuch der britischen Regierung verwiesen, mit der Zusicherung, dass es nur einen winzigen Teil der milderen Fälle aus einer Vielzahl von nachgewiesenen, blutrünstigen Tatsachen enthält.“

## Ausgabe
- Erstausgabe: Edward Wood (Hrsg.): Papers Concerning the Treatment of German Nationals in Germany, 1938–1939. HM Stationery Office, London 1939, Digitalisat.